# Ramón Torrecillas San Millán
Ramón Torrecillas San Millán (Oviedo, 30 de agosto de 1963) es un físico español reconocido por sus investigaciones en el campo de los nanomateriales y los biomateriales. Desde enero de 2021 es director general de la Fundación General CSIC. De diciembre de 2019 a diciembre de 2020 ha sido delegado ante la Unión Europea del Consejo Superior de Investigaciones Científicas.

## Biografía
Se licenció en Ciencias Físicas en 1986 por la Universidad de Zaragoza. Tras licenciarse, se trasladó al Institut National des Sciences Appliquées de Lyon en Francia donde continuó sus estudios en el campo de las propiedades termomecánicas de las cerámicas avanzadas hasta el año 1991. Ese año logra el título de doctor en Ciencias Físicas por la Universidad Nacional de Educación a Distancia. En octubre de 1991 crea el departamento de cerámica y refractarios del Instituto Tecnológico de Materiales de Asturias del que es nombrado director, cargo que ocupa hasta 1994. En diciembre de ese año obtiene el doctorado en Ingeniería de Materiales por el Institut National des Sciences Appliquées de Lyon.
En el año 1994 se incorpora al Instituto Nacional del Carbón del Consejo Superior de Investigaciones Científicas, donde crea y dirige hasta el año 2007 el grupo de materiales cerámicos y nanomateriales.
En 2007 impulsa la creación del Centro de Investigación en Nanomateriales y Nanotecnología, centro mixto promovido por iniciativa institucional conjunta del CSIC, la Universidad de Oviedo y el Principado de Asturias, del cual es nombrado director en el año 2008 tras obtener la categoría de profesor de investigación del CSIC, y cuya línea de investigación se dirige hacia el diseño controlado de materiales multifuncionales en múltiples escalas.
En enero de 2009 es nombrado director general del centro tecnológico Fundación ITMA (Instituto Tecnológico de Materiales de Asturias), cargo que compagina con el de director del CINN hasta abril de 2011.
En 2011 funda la empresa Nanoker Research, S.L. dedicada a la fabricación de cerámicas técnicas avanzadas, nanocompuestos y nanomateriales para aplicaciones ópticas, biomédicas y en condiciones extremas.
En diciembre de 2019 es nombrado delegado ante la Unión Europea del CSIC.
En enero de 2020 es nombrado director general de la Fundación General CSIC.

## Proyectos de investigación
Ha liderado algunos de los proyectos más importantes de los últimos años en Europa en el campo de los biomateriales y los nanomateriales destacando el proyecto «Bioker "Extending the life span of orthopaedic implants: development of ceramic hip and knee prostheses with improved zirconia toughned alumina nanocomposites"» seleccionado como ejemplo de éxito en el V Programa Marco y el proyecto «IP NANOKER "Structural Ceramic Nanocomposites for top-end Functional Applications"» seleccionado en 2012 como uno de los proyectos europeos con mayor impacto científico y socioeconómico del 5º, 6º y 7º Programa Marco de la Comisión Europea
Desde 2013 a 2017 ha coordinado el «Proyecto de investigación y desarrollo de materiales nanocompuestos para ingeniería mecánica basada en tecnología Spark Plasma» de la Universidad Tecnológica Estatal de Moscú («Stankin»), comisionado por el gobierno ruso.

## Premios y reconocimientos
- Miembro de la Academia Mundial de la Cerámica[9]

- Leading scientist por la Universidad Estatal Tecnológica de Moscú-Stankin[10]
- Editor de la revista Journal of Nanomaterials[11]
- Editor de la revista Vestnik MSTU «Stankin»[12]
- Miembro del comité asesor de la revista Wiley Interdisciplinary Reviews: Nanomedicine and Nanobiotechnology[13]

## Publicaciones científicas
Es autor de más de 220 artículos científicos y capítulos de libros.

## Patentes
Inventor en 19 patentes.

## Empresas creadas
Nanoker Research, S.L. 
Bioker Research. S.L.
Keratec Advanced Materials. S.A.
Advanced Science and Technology, S.L.
ALMA Tissue Engineering, S.L.
Hypermedia Systems, S.L.